# WWE Evolve
WWE Evolve o simplemente Evolve (estilizado en mayúsculas), es un programa de entretenimiento deportivo de lucha libre profesional producida por la WWE. Siendo estrenado el 5 de marzo de 2025, está programado actualmente para emitirse los miércoles en Tubi en los Estados Unidos y en YouTube a nivel internacional.
Esta serie sirve como sucesora espiritual de la extinta promoción de lucha libre profesional Evolve, que operó de 2010 a 2020 y estará dirigida por Gabe Sapolsky, el propietario de la promoción original. WWE adquirió Evolve en julio de 2020. Evolve funciona como un programa de desarrollo, que presenta a luchadores prometedores del WWE Performance Center y del WWE Independent Development que compiten en un intento por ascender a NXT, donde los luchadores de desarrollo avanzados se presentan para prepararse para posibles convocatorias al roster principal. Además del programa de televisión principal de Evolve, los luchadores de la marca también aparecen en su reality show y programa complementario, WWE LFG junto con los reclutas de WWE ID y WWE NIL.

## Historia
En 2009, el ex booker de Ring of Honor, Gabe Sapolsky, anunció la creación de una nueva promoción de lucha libre profesional llamada Evolve, que comenzó oficialmente a producir espectáculos en enero de 2010. Tras el pasar de los años, Evolve formaría una asociación con la WWE y muchos luchadores notables pasarían por la promoción, entre los cuales se destacan Cody Rhodes, Johnny Gargano y Drew McIntyre. En 2019, Evolve emitiría su primer programa en vivo en WWE Network y luego, como resultado de las dificultades causadas por la pandemia de COVID-19, sería comprada por la WWE el 2 de julio de 2020.
Gabe Sapolsky quedo como agente libre, pero luego seria recontratado por la WWE en 2022, con rumores de que WWE planeaba revivir Evolve, con el proyecto encabezado por Sapolsky. El 30 de enero de 2025, WWE presentó una marca registrada para "Evolve" en el aspecto de servicios de entretenimiento. Luego se reveló oficialmente que Evolve reviviría como una marca de la WWE, con las primeras grabaciones de la marca el 7 de febrero en el WWE Performance Center. Durante el Royal Rumble 2025, WWE anunció que una nueva serie en el ring titulada WWE Evolve se estrenaría el 5 de marzo de 2025 en Tubi en los Estados Unidos y, en la edición del 17 de febrero de 2025 de Raw, anunció que se emitiría en YouTube a nivel internacional. El programa competirá contra el programa semanal de AEW, Dynamite, que se emite los miércoles a las 20:00 en hora del este en TBS y Max, reviviendo las Wednesday Night Wars que se emitieron anteriormente de 2019 a 2021.
En un comunicado de prensa del 3 de febrero de 2025, la WWE reveló que la serie presentaría de manera destacada a luchadores emergentes del WWE Performance Center y del WWE Independent Development. El objetivo es que los luchadores de WWE Evolve lleguen a la marca de desarrollo principal, NXT, y eventualmente al roster principal de Raw o SmackDown.

## Marca
En enero de 2025, se informó que WWE planeaba revivir la promoción de lucha libre independiente Evolve como marca. La compañía registró el nombre "Evolve" el 30 de enero de 2025, y las primeras grabaciones de Evolve bajo la WWE se llevaron a cabo en el WWE Performance Center en  Orlando, Florida, el 7 de febrero, en reemplazo de WWE NXT Level Up, que se canceló en diciembre de 2024. Durante el Royal Rumble del 1 de febrero, WWE anunció que el programa WWE Evolve se estrenaría en Tubi el 5 de marzo en Estados Unidos y en YouTube a nivel internacional.
En un comunicado de prensa del 3 de febrero de 2025, la WWE reveló que la serie presentaría de forma destacada a luchadores emergentes del WWE Performance Center y reclutas de los sistemas de WWE ID y WWE NIL. En este escenario, Evolve funciona como una marca de desarrollo en etapa inicial, con el objetivo de que los luchadores que participan en el programa Evolve pasen a NXT (la marca de desarrollo más avanzada de la WWE) y, eventualmente, al elenco principal de Raw o SmackDown.

## Campeonatos actuales
| Campeonato                      | Campeón actual | Fecha               | Ubicación        | Reinado | Días | Días rec. por WWE | Notas y referencias |
| ------------------------------- | -------------- | ------------------- | ---------------- | ------- | ---- | ----------------- | ------------------- |
| WWE Evolve Championship         | Jackson Drake  | 25 de abril de 2025 | Orlando, Florida | 1       | 115+ | 75+               | [ 11 ]              |
| WWE Evolve Women's Championship | Kali Armstrong | 25 de abril de 2025 | Orlando, Florida | 1       | 115+ | 82+               | [ 12 ]              |